# Пожега
 Тази статия е за града в Хърватия.  За града в Сърбия вижте Пожега (Сърбия).  
Пожега (на хърватски: Požega) е град в Хърватия, административен център на Пожешко-славонската жупания. Намира се на 311 метра надморска височина. Известен е като просветен център, през 1699 г. отваря врати 5-ото по ред начално училище в Хърватия в града както и едно от първите висши училища в страната. През 1847 г. градът е първият в Хърватия, който използва хърватския език в официални дела.

## Етимология на името
Предполага се, че названието на града идва от хърватското „požar“ (пожар). Между 1921 и 1991 г. градът носи името Славонска Пожега.

## Население
Общината наброява 19 506 жители според преброяване от 2011 г.